# SMARCB1
SMARCB1 es una proteína que en humanos está codificada por el gen SMARCB1. Su nombre deriva de las siglas del nombre en inglés: SWI/SNF-related matrix-associated actin-dependent regulator of chromatin subfamily B member 1, es decir, regulador de la cromatina dependiente de actina asociado a la matriz y relacionado con SWI/SNF, miembro 1 de la subfamilia B .

## Función
SMARCB1 es parte de un complejo proteico que relaja la estructura compacta de la cromatina, lo que permite que la maquinaria transcripcional acceda al ADN de manera más efectiva. También puede unirse y potenciar la actividad de unión al ADN de la integrasa del VIH-1. Se ha descubierto que el gen SMARCB1 es un gen supresor de tumores y sus mutaciones se han asociado con tumores rabdoides malignos. Se han encontrado dos variantes transcripcionales que codifican diferentes isoformas para este gen.

## Interacciones
Se ha demostrado que SMARCB1 interactúa con:
- ARID1A,[8][9]
- BAZ1B,[10]
- BRCA1,[11]
- CREB-binding protein,[12]
- Cyclin-dependent kinase 8,[12]
- Myc,[5]
- P53,[13]
- POLR2A,[8][12][14]
- PPP1CA,[15]
- PPP1CB,[15]
- PPP1CC,[15]
- PPP1R15A,[15][16]
- SMARCA2,[8][14]
- SMARCA4,[8][14][17][18][19]
- SMARCC1,[8][14]
- SMARCE1,[8][17]
- SS18,[9]
- XPO1.[20]

## Otras lecturas
- Miller, M. D.; Bushman, F. D. (1995). «HIV integration. Ini1 for integration?». Curr. Biol. 5 (4): 368-70. PMID 7627549. doi:10.1016/S0960-9822(95)00074-1.
- Van Maele, B.; Debyser, Z. (2005). «HIV-1 integration: an interplay between HIV-1 integrase, cellular and viral proteins». AIDS Reviews 7 (1): 26-43. PMID 15875659.
- Van Maele, B.; Busschots, K.; Vandekerckhove, L.; Christ, F.; Debyser, Z. (2006). «Cellular co-factors of HIV-1 integration». Trends Biochem. Sci. 31 (2): 98-105. PMID 16403635. doi:10.1016/j.tibs.2005.12.002.
- Judkins, A. R. (2007). «Immunohistochemistry of INI1 expression: a new tool for old challenges in CNS and soft tissue pathology». Advances in Anatomic Pathology 14 (5): 335-9. PMID 17717433. doi:10.1097/PAP.0b013e3180ca8b08.
- Muchardt, C.; Sardet, C.; Bourachot, B.; Onufryk, C.; Yaniv, M. (1995). «A human protein with homology to Saccharomyces cerevisiae SNF5 interacts with the potential helicase hbrm». Nucleic Acids Res. 23 (7): 1127-32. PMC 306820. PMID 7739891. doi:10.1093/nar/23.7.1127.
- Wu, D. Y.; Kalpana, G. V.; Goff, S. P.; Schubach, W. H. (1996). «Epstein-Barr virus nuclear protein 2 (EBNA2) binds to a component of the human SNF-SWI complex, hSNF5/Ini1». J. Virol. 70 (9): 6020-8. PMC 190622. PMID 8709224. doi:10.1128/JVI.70.9.6020-6028.1996.
- Wang, W.; Côté, J.; Xue, Y.; Zhou, S.; Khavari, P. A.; Biggar, S. R.; Muchardt, C.; Kalpana, G. V. et al. (1996). «Purification and biochemical heterogeneity of the mammalian SWI-SNF complex». EMBO J. 15 (19): 5370-82. PMC 452280. PMID 8895581. doi:10.1002/j.1460-2075.1996.tb00921.x.
- Morozov, A.; Yung, E.; Kalpana, G. V. (1998). «Structure-function analysis of integrase interactor 1/hSNF5L1 reveals differential properties of two repeat motifs present in the highly conserved region». Proc. Natl. Acad. Sci. U.S.A. 95 (3): 1120-5. Bibcode:1998PNAS...95.1120M. PMC 18693. PMID 9448295. doi:10.1073/pnas.95.3.1120.
- Versteege, I.; Sévenet, N.; Lange, J.; Rousseau-Merck, M. F.; Ambros, P.; Handgretinger, R.; Aurias, A.; Delattre, O. (1998). «Truncating mutations of hSNF5/INI1 in aggressive paediatric cancer». Nature 394 (6689): 203-6. Bibcode:1998Natur.394..203V. PMID 9671307. S2CID 6019090. doi:10.1038/28212.
- Cho, H.; Orphanides, G.; Sun, X.; Yang, X. J.; Ogryzko, V.; Lees, E.; Nakatani, Y.; Reinberg, D. (1998). «A human RNA polymerase II complex containing factors that modify chromatin structure». Mol. Cell. Biol. 18 (9): 5355-63. PMC 109120. PMID 9710619. doi:10.1128/MCB.18.9.5355.
- Biegel, J. A.; Zhou, J. Y.; Rorke, L. B.; Stenstrom, C.; Wainwright, L. M.; Fogelgren, B. (1999). «Germ-line and acquired mutations of INI1 in atypical teratoid and rhabdoid tumors». Cancer Res. 59 (1): 74-9. PMID 9892189.
- Phelan, M. L.; Sif, S.; Narlikar, G. J.; Kingston, R. E. (1999). «Reconstitution of a core chromatin remodeling complex from SWI/SNF subunits». Mol. Cell 3 (2): 247-53. PMID 10078207. doi:10.1016/S1097-2765(00)80315-9.
- Bruder, C. E.; Dumanski, J. P.; Kedra, D. (1999). «The mouse ortholog of the human SMARCB1 gene encodes two splice forms». Biochem. Biophys. Res. Commun. 257 (3): 886-90. PMID 10208879. doi:10.1006/bbrc.1999.0563.
- Adler, H. T.; Chinery, R.; Wu, D. Y.; Kussick, S. J.; Payne, J. M.; Fornace, A. J.; Tkachuk, D. C. (2000). «Leukemic HRX fusion proteins inhibit GADD34-induced apoptosis and associate with the GADD34 and hSNF5/INI1 proteins». Mol. Cell. Biol. 19 (10): 7050-60. PMC 84700. PMID 10490642. doi:10.1128/mcb.19.10.7050.
- Sévenet, N.; Sheridan, E.; Amram, D.; Schneider, P.; Handgretinger, R.; Delattre, O. (1999). «Constitutional mutations of the hSNF5/INI1 gene predispose to a variety of cancers». Am. J. Hum. Genet. 65 (5): 1342-8. PMC 1288286. PMID 10521299. doi:10.1086/302639.
- Kowenz-Leutz, E.; Leutz, A. (2000). «A C/EBP beta isoform recruits the SWI/SNF complex to activate myeloid genes». Mol. Cell 4 (5): 735-43. PMID 10619021. doi:10.1016/S1097-2765(00)80384-6.

- Datos: Q18031596